# Робастне керування
Роба́стне керува́ння (англ. robust; відмовостійке керування) — сукупність методів теорії керування, метою яких є синтез такого контролера або регулятора, який забезпечував би хорошу якість керування (наприклад, запаси стійкості) якщо об'єкт керування відрізняється від розрахункового або його математична модель невідома.
Таким чином, робастність означає малу зміну виходу замкнутої системи керування при малій зміні параметрів об'єкта керування. Системи, що володіють властивістю робастності, називаються робастними (грубими) системами. Звичайно робастні контролери застосовуються для керування об'єктами з невідомою або неповною математичною моделлю, і що містять невизначеності.
Для проектування робастних систем керування використовуються різні методи оптимального і робастного синтезу, серед яких синтез контролерів в просторах H∞, H2, ЛМН-контролери, μ-контролери.

## Завдання робастного керування

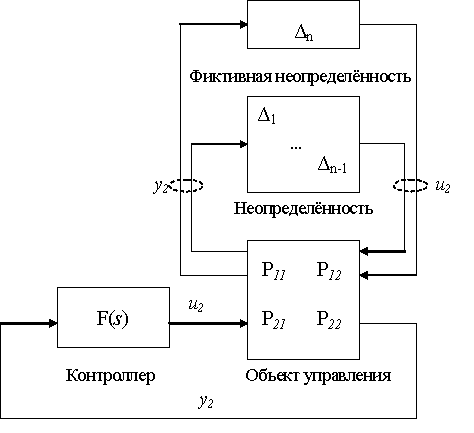

Загальна канонічна задача робастного управління математично описується в наступному вигляді:
Головним завданням синтезу робастних систем управління є пошук закону керування, який зберігав би вихідні змінні системи і сигнали помилки в заданих допустимих межах незважаючи на наявність невизначеностей в контурі управління. Невизначеності можуть приймати будь-які форми, однак найбільш істотними є шуми, нелінійності і неточності в знанні передавальної функції об'єкта управління.
Загальна канонічна задача робастного управління математично описується в наступному вигляді: 
Нехай передавальна функція об'єкта керування –{\displaystyle \ P(s)}. Необхідно синтезувати такий контролер з передаточною функцією {\displaystyle \ F(s)}, щоб передавальна функція замкнутої системи{\displaystyle \ T_{y1u1}} задовольняла наступному рівнянню,яке називається критерієм робастності:
{\displaystyle {\frac {1}{K_{M}(T_{y1u1}(j\omega ))}}\;<1}
де
{\displaystyle \ K_{M}(T_{y1u1}(j\omega ))=\inf[\sigma _{n}(\Delta )|det((I-T_{y1u1})\Delta )=0]}
{\displaystyle \Delta } —матриця невизначеності
{\displaystyle \sigma _{n}} — {\displaystyle \ n}-е сингулярное число матриці
{\displaystyle K_{M}}можна розглядати як «розмір» найменшою невизначеності на кожній частоті, яка може зробити систему нестійкою.  Для того, щоб внести в робастний синтез вимоги щодо якості управління, використовується фіктивна невизначеність {\displaystyle \Delta _{n}}При її відсутності завдання є завданням забезпечення робастної стійкості.У робастний аналізі потрібно знайти {\displaystyle K_{M}} як кордон стійкості, в робастний ж синтезі потрібно визначити передавальну функцію контролера для відповідності критерію робастності.

### Структурні і неструктурні невизначеності

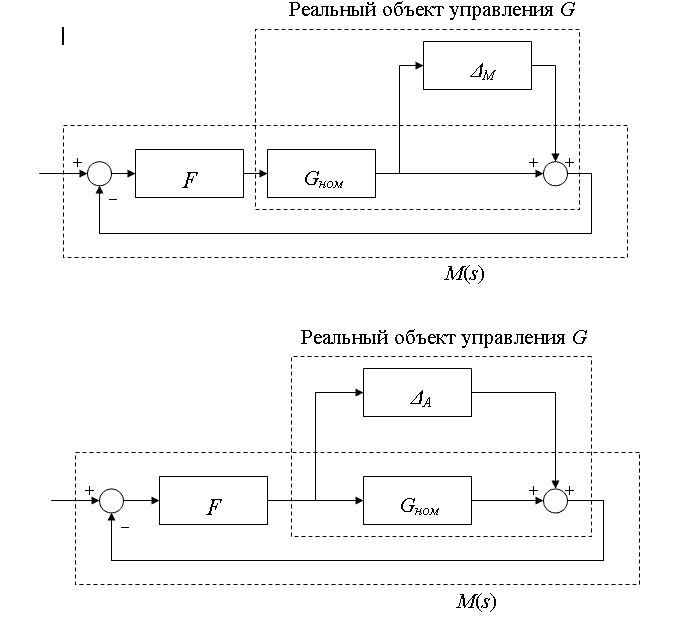

У робастний управлінні розглядаються два види невизначеностей - структурні і неструктурні. Неструктурні невизначеності зазвичай представляють собою елементи, залежні від частоти, такі як, наприклад, насичення в силових приводах або обурення в низькочастотної області АФЧХ об'єкта управління. Вплив неструктурних невизначеностей на номінальний об'єкт управління може бути як адитивним
{\displaystyle G=G_{nom}+\Delta _{A}}
так і мультиплікативним
{\displaystyle G=(I+\Delta _{M})G_{nom}}
Структурні невизначеності є зміни в динаміці об'єкта управління, наприклад:
- Невизначеності в елементах матриць простору станів (A, B, C, D).

- Невизначеності в нулях або полюсах передавальної функції об'єкта управління.

Загальний підхід, сформульований в канонічній задачі робастного управління, дозволяє виявити на етапі проектування як структурні, так і неструктурні невизначеності і використовувати їх в процесі синтезу робастного контролера.

### Робастний аналіз

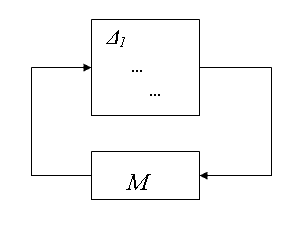

Метою робастного аналізу є пошук такої невизначеності {\displaystyle \Delta },при якій система стає нестійкою. В ході аналізу вирішуються два завдання:
1. Визначення моделі невизначеностей
2. Приведення структурної схеми системи до стандартного {\displaystyle M-\Delta } увазі, коли все невизначеності структурно відокремлюються від номінальної схеми системи.

По теоремі про робастной стійкості система{\displaystyle M-\Delta } стійка при будь-яких {\displaystyle \Delta (s)}, що задовольняють нерівності
{\displaystyle \sigma (\Delta (j\omega ))<{\frac {1}{\sigma [M(j\omega )]}}}
Ця теорема забезпечує достатні умови робастної стійкості. Існують також спеціальні методи робастного аналізу, такі як діагональне масштабування або аналіз за власними числах. Слід зауважити, що мала зміна {\displaystyle \Delta } ніколи не тягне за собою великі зміни{\displaystyle \sigma (\Delta )}, тобто аналіз за сингулярними числами краще підходить для робастного управління, ніж аналіз за власний вектор.

### Робастний синтез
Метою робастного синтезу є проектування такого контролера, який би задовольняв критерію робастности. Починаючи з 50-х років XX століття був розроблений ряд процедур і алгоритмів, що дозволяють вирішити задачу робастного синтезу. Робастні системи управління можуть поєднувати риси як класичного управління, так і адаптивного і нечіткого.
Нижче представлені основні технології синтезу робастних систем управління:
| Название   | Переваги | Недоліки |
| ---------- | --- | --- |
| H∞-синтез  | Працює як зі стійкістю, так і з чутливістю системи, замкнутий контур завжди стійкий, прямий однопрохідний алгоритм синтезу             | Потребує особливої уваги до параметричної робастності об'єкта управління                                     |
| H2-синтез  | Працює як зі стійкістю, так і з чутливістю системи, замкнутий контур завжди стійкий, точне формування передавальної функції контролера | Велика кількість операцій                                                                                    |
| LQG-синтез | Використання доступної інформації про перешкоди                                                                                        | Не гарантуються запаси стійкості, потрібно точна модель об'єкта, велика кількість ітерацій                   |
| LQR-синтез | Гарантоване забезпечення робастної стійкості, безінерційний регулятор.                                                                 | Потрібно зворотний зв'язок по всьому вектору стану, потрібно точна модель об'єкта, велика кількість ітерацій |
| μ-синтез   | Працює з широким класом невизначеностей                                                                                                | Великий порядок контролера                                                                                   |